# دانشکده هنر شوشتر
دانشکده هنر شوشتر یکی از دانشکده‌های وابسته به دانشگاه شهید چمران و از دانشگاههای سراسری (دولتی) است  که در رشته‌های هنری فعالیت می کند. اين دانشكده در سال ۱۳۷۳ در  شوشتر  تأسیس شده‌و تنها دانشکده هنر جنوب غرب ایران است.

## پیشینه
تأسیس  دانشکدهٔ هنر  شوشتر در ابتدا از سال ۱۳۷۳ با راه‌اندازی شاخهٔ  شوشتر  دانشگاه شهید چمران در رشته‌های تریت دبیری ریاضی، ادبیات فارسی وکامپیوتر آغاز گردید. در سال ۱۳۷۵ نخستین گروه از دانشجویان ذکرشده تحصیل خود را دراین دانشکده شروع نمودند.
وجود بستر مناسب برای رشته‌های  هنر  و جوانان علاقه‌مند به تحصیل در این رشته‌ها و نیاز استان خوزستان و هم چنین استعداد ذاتی شهرستان شوشتر موجب گردید توان این شاخهٔ دانشگاهی برآموزش هنر متمرکز گردد. اولین گروه دانشجویان رشته‌های  هنر در سال ۱۳۸۱ تحصیل خود را دراین دانشکده آغاز نمودند.

## امکانات
پردیس اصلی این دانشکده در زمینی به وسعت ۶۰ هکتار، دارای ۳ ساختمان آموزشی کارگاهی به وسعت ۴۲۰۰ متر، دو خوابگاه در سطح شهر به وسعت 
۲۵۰۰ متر مربع و به ظرفیت ۲۰۰ نفر و خوابگاه تازه تأسیس خواهران به وسعت ۳۲۰۰ متر مربع و ظرفیت ۲۵۰ نفر می‌باشد.
هم‌اکنون  دانشکده هنر  در مقاطع کاردانی، کارشناسی و کارشناسی ناپیوسته رشته‌های   نقاشی  و  گرافیک  وکارشناسی ارشد پژوهش هنر به تربیت دانشجویان در 
گروه  هنرهای تجسمی  می‌پردازد.
 کتابخانهٔ تخصصی مجهز، متناسب با رشته‌های 
دانشجویان، آمفی تئاتر وکارگاهای مجهز به سیستم سمعی بصری، سلف سرویس، بوفهٔ دانشجویی وانتشارات مجهز به چاپ گرهای رنگی ازامکانات دیگراین دانشکده است.
فضای سبز این دانشکده هم‌اکنون در حدود ۸ هکتار است که براساس توپوگرافی طبیعی اراضی دانشکده در حال گسترش می‌باشد. جمعیت دانشجویی این دانشکده هم‌اکنون بالغ بر ۸۰۰ نفر می‌باشد. ایجاد فضای آموزشی به وسعت ۵۰۰۰ مترمربع و گسترش تجهیزات و کارگاهای آموزشی و هم چیین رشته‌ها از برنامه‌های در حال اجرای این دانشکده می‌باشد.

## برنامه توسعه
گسترش تمام رشته‌های وابسته به هنر در دانشکده هنر شوشتر در برنامه‌های آینده قرار دارد و در حال حاضر راه اندازی و تأسیس رشته‌های عکاسی، دکوراسیون داخلی، تئاتر (نمایش)، معماری داخلی و مرمت در حال بررسی و پیگیری‌است. کمبود هیئت علمی برای رشته‌های گروه هنر در ایران از مشکلات توسعه این دانشکده عنوان شده‌است. تبدیل این دانشکده به دانشگاه مستقل در برنامه توسعه قرار دارد و در صورت ایجاد سه دانشکده مجزا امکانپذیر خواهد بود.

## رشته‌ها و مقاطع تحصیلی

### کارشناسی
- گرافیک
- نقاشی

### کارشناسی ناپیوسته
- گرافیک
- نقاشی

### کارشناسی ارشد
- پژوهش هنر

## رشته‌های قابل بررسی جهت راه اندازی
- هنر اسلامی-سفال
- باستانشناسی
- صنایع دستی
- موسیقی سنتی
- طراحی و معماری داخلی
- مرمت و احیای بناهای تاریخی
- حفاظت و مرمت بناهای تاریخی